# Rieks van der Velde
Rieks van der Velde (Lutjegast, Groningen, 6 december 1961) is een Nederlands componist, arrangeur, dirigent en euphoniumspeler.

## Biografie
Van der Velde was al in zijn jeugd een uitstekende euphoniumblazer en lid van het Nationaal Jeugd Fanfareorkest (NJFO). Eveneens was hij lid van de Brassband "De Wâldsang", Buitenpost. Zijn studies deed hij aan de voormalige Muziek-Pedagogische Akademie (MPA) in Leeuwarden in het hoofdvak euphonium. 
Al op 18-jarige leeftijd dirigeerde hij verschillende bands en werd in 1989 dirigent van de Brassband "De Wâldsang", Buitenpost. Met de laatste band behaalde hij aanzienlijke resultaten op nationale en internationale wedstrijden. Tegenwoordig dirigeert hij ook de Brassband "Excelsior", Zalk en de Martini Brassband, Groningen. 
Naast zijn dirigentschap is hij ook jurylid bij binnen- en buitenlandse concoursen. Verder is hij bezig als arrangeur en componist en stichtte voor de publicaties van zijn werken samen met Gerry Procee een muziekuitgave.

## Composities

### Werken voor brassband
- A Christmas Medley
- Canto Religioso
- Celtic Moods
  1. Morrison's Jig
  2. King of the Fairies
  3. The Derry Hornpipe
  4. Star of the County Dawn
  5. Anglers
- Christmas fantasy
- Christmas prelude
- Crusade (Kruistocht)
- Flight UK 2029
- Flying Mallets, voor xylofoon en brassband
- French Christmas
- Going West
- Grenland Ceremonial Fanfare
- Memories, voor cornet en brassband
- O little Town of Bethlehem
- The Trumpet Call (eens als de bazuinen klinken)
- We wish you a merry Christmas
- Concert etude